# Sebastián Ribas
Sebastián César Helios Ribas Barbato (Montevideo, 11 marzo 1988) è un calciatore uruguaiano, attaccante del Fénix.

## Biografia
È figlio dell'allenatore Julio César Ribas e possiede doppio passaporto uruguaiano ed italiano perché la madre è di origine italiana della provincia di Palermo.

## Caratteristiche tecniche
Punta centrale forte fisicamente dal buon senso tattico e dalla rapidità nel tiro, può essere impiegato anche come seconda punta o all'occorrenza ad ala sinistra.

## Carriera

### Club
La sua carriera ha inizio in patria con il Bella Vista, nel 2004-05 passa nelle giovanili del Venezia insieme al fratello allenatore della prima squadra, l'anno successivo ritorna in patria alla Juventud, che nel 2006 conduce alla vittoria del Torneo di Viareggio. L'exploit gli frutta la chiamata dell'Inter, squadra a cui aveva segnato nel corso del torneo. In nerazzurro, sotto la guida di Mancini, ottiene un'unica presenza (in Coppa Italia) oltre a vincere un Campionato Primavera e bissare l'affermazione nel Viareggio. Per parte della stagione 2007-08 gioca, in prestito, allo Spezia: tra le file dei bianconeri compie l'esordio nel campionato italiano, assommando 4 apparizioni nella serie cadetta.
A luglio 2008, viene acquistato dal Digione (club di Ligue 2) per un milione di euro. Segna 9 reti nella prima stagione e 16 nella seconda. Nella sua terza stagione viene promosso capitano. Nel maggio 2011, all'età di 23 anni, è eletto meilleur buteur (ovvero capocannoniere del suo campionato) e vince il titolo UNFP meilleur joueur de ligue-2 (ovvero miglior giocatore della Ligue 2).
In scadenza di contratto, arriva a Genova e viene sottoposto il 1º giugno 2011 alle visite mediche per il trasferimento al Genoa, per poi firmare il contratto col club rossoblu il 3 giugno. Il tesseramento del calciatore viene confermato ufficialmente dal Genoa il 6 luglio. A gennaio, nella sessione di mercato invernale, passa in prestito allo Sporting Lisbona. Il 17 luglio 2012 il Monaco annuncia di aver acquistato il giocatore in prestito con diritto di riscatto. Nonostante sia stato nella rosa di due società italiane, non ha mai avuto modo di scendere in campo in Serie A.
Scaduto il prestito al Monaco, fa ritorno al Genoa, che il 22 luglio 2013 lo cede in prestito al Barcelona SC. Nel mercato invernale viene girato, sempre in prestito, allo Strasburgo. Dopo 13 presenze e 4 gol rientra al Genoa, ma il 1º settembre si trasferisce in prestito al club spagnolo del FC Cartagena. A fine stagione, terminato il prestito, non gli viene rinnovato il contratto dal Genoa e resta così svincolato. Il 18 luglio 2015 a distanza di 9 anni dall'ultima volta torna in patria accasandosi con il Fénix con cui gioca 5 partite senza mai segnare, l'anno dopo resta sempre in Uruguay firmando per il River Plate con cui ha modo di giocare anche in Coppa Libertadores, dopo 10 presenze in campionato ed una rete emigra in Messico dove gioca per il Venados club militante nella seconda divisione messicana. La stagione parte subito bene segnando una doppietta in Coppa, nel corso della stagione ritrova la condizione e lo smalto perduto nelle ultime stagioni divenendo uomo squadra e punto di riferimento dell'attacco terminando il campionato con un bottino totale di 28 presenze e 11 reti tornando a distanza di 5 stagioni in doppia cifra.
Per la stagione 2017-18 Le ottime prestazioni dell'annata antecedente convincono il Karpaty club ucraino militante nella massima serie a riportarlo in europa facendogli firmare un contratto biennale, esordisce con il club di Leopoli alla prima giornata di campionato nel pareggio avvenuto per 1-1 contro lo Zirka segna il suo primo gol già alla giornata successiva segnando il momentaneo 1-1 nella partita che terminerà poi con la sconfitta di 3-1 per mano del Vorskla. Dopo appena due mesi con 4 partite ed una rete messa a segno il 30 agosto passa in prestito al Patronato militante nella Primera División argentina con cui segna all'esordio completando la rimonta e consegnando la vittoria per 2-1 al suo club ai danni dell'Argentinos Juniors.
Durante la stagione al Patronato riesce a mettere a segno ben 11 reti in 19 presenze.
Le tante reti segnate con il club convincono il Lanús a ingaggiato per la stagione 2018/19

### Nazionale
Nel 2005 è stato convocato dall'Under-17 uruguaiana, collezionando 2 presenze e una rete.

## Statistiche

### Presenze e reti nei club
Statistiche aggiornate al 4 maggio 2020.
| Stagione        | Squadra          | Campionato      | Campionato | Campionato | Coppe nazionali | Coppe nazionali | Coppe nazionali | Coppe continentali | Coppe continentali | Coppe continentali | Altre coppe | Altre coppe | Altre coppe | Totale | Totale |
| Stagione        | Squadra          | Comp            | Pres       | Reti       | Comp            | Pres            | Reti            | Comp               | Pres               | Reti               | Comp        | Pres        | Reti        | Pres   | Reti   |
| --------------- | ---------------- | --------------- | ---------- | ---------- | --------------- | --------------- | --------------- | ------------------ | ------------------ | ------------------ | ----------- | ----------- | ----------- | ------ | ------ |
| 2005-2006       | Juventud         | PD              | 17         | 6          | -               | -               | -               | -                  | -                  | -                  | -           | -           | -           | 17     | 6      |
| 2006-2007       | Inter            | A               | 0          | 0          | CI              | 1               | 0               | UCL                | -                  | -                  | SI          | 0           | 0           | 1      | 0      |
| 2007-2008       | Spezia           | B               | 4          | 0          | CI              | 0               | 0               |                    | -                  | -                  | -           | -           | -           | 4      | 0      |
| 2008–2009       | Digione          | L2              | 32         | 9          | CF+CdL          | 2+1             | 3+0             |                    | -                  | -                  |             | -           | -           | 35     | 12     |
| 2009–2010       | Digione          | L2              | 36         | 16         | CF+CdL          | 2+1             | 2+0             |                    | -                  | -                  |             | -           | -           | 39     | 18     |
| 2010-2011       | Digione          | L2              | 37         | 23         | CF+CdL          | 2+1             | 2+0             |                    | -                  | -                  |             | -           | -           | 40     | 25     |
| Totale Digione  | Totale Digione   | Totale Digione  | 105        | 48         |                 | 9               | 7               |                    | -                  | -                  |             | -           | -           | 114    | 55     |
| 2011-gen. 2012  | Genoa            | A               | 0          | 0          | CI              | 0               | 0               | -                  | -                  | -                  |             | -           | -           | 0      | 0      |
| gen.-giu. 2012  | Sporting Lisbona | PL              | 5          | 0          | TdP+TdL         | 1+1             | 0+0             | UEL                | 0                  | 0                  |             | -           | -           | 7      | 0      |
| 2012–2013       | Monaco           | L2              | 0          | 0          | CF+CdL          | -               | -               |                    | -                  | -                  |             | -           | -           | 0      | 0      |
| 2013            | Barcelona SC     | A               | 5          | 0          | -               | -               | -               | CS                 | 2                  | 0                  |             | -           | -           | 7      | 0      |
| gen.-giu. 2014  | Strasburgo       | CN              | 13         | 5          | -               | -               | -               | -                  | -                  | -                  |             | -           | -           | 13     | 5      |
| 2014-2015       | FC Cartagena     | SDB             | 23+1       | 6+0        | CR              | 0               | 0               | -                  | -                  | -                  |             | -           | -           | 24     | 6      |
| 2015            | Fénix            | PD              | 5          | 0          | -               | -               | -               | -                  | -                  | -                  | -           | -           | -           | 5      | 0      |
| 2016            | River Plate (M)  | PD              | 10         | 1          | -               | -               | -               | CL                 | 6                  | 0                  | -           | -           | -           | 16     | 1      |
| 2016-2017       | Venados          | LA              | 22         | 9          | CM              | 6               | 2               | -                  | -                  | -                  | -           | -           | -           | 28     | 11     |
| lug.-ago. 2017  | Karpaty          | PL              | 4          | 1          | KU              | -               | -               | -                  | -                  | -                  | -           | -           | -           | 4      | 1      |
| ago. 2017-2018  | Patronato        | PD              | 25         | 13         | CA              | 0               | 0               | -                  | -                  | -                  | -           | -           | -           | 25     | 13     |
| 2018-2019       | Lanús            | PD              | 19         | 5          | CA+CdS          | 1+1             | 0+0             | -                  | -                  | -                  | -           | -           | -           | 21     | 5      |
| 2019-2020       | Rosario Central  | PD              | 20         | 3          | CA+CdS          | 0+1             | 0+0             | -                  | -                  | -                  | -           | -           | -           | 21     | 3      |
| Totale carriera | Totale carriera  | Totale carriera | 277+1      | 97         |                 | 21              | 9               |                    | 8                  | 0                  |             | 0           | 0           | 307    | 106    |

## Palmarès

### Club
- Campionato Primavera: 1

Inter: 2006-2007
- Torneo di Viareggio: 2

Juventud: 2006
Inter: 2008

### Individuale
- Capocannoniere del Torneo di Viareggio: 1

2006
- Capocannoniere del Campionato Primavera: 1

2006-2007 (18 gol)
- Capocannoniere della Ligue 2: 1

2010-2011 (23 gol)
- Miglior giocatore della Ligue 2: 2

2009-2010, 2010-2011